# Hildigunnur Einarsdóttir
Hildigunnur Einarsdóttir (* 11. Februar 1988 in Reykjavík) ist eine ehemalige isländische Handballspielerin, die zuletzt beim isländischen Erstligisten Valur Reykjavík unter Vertrag stand.

## Karriere
Hildigunnur Einarsdóttir spielte anfangs beim isländischen Erstligisten Valur Reykjavík. Mit Valur gewann sie 2010, 2011 und 2012 die isländische Meisterschaft. Im Sommer 2012 wechselte die Kreisläuferin zum norwegischen Erstligisten Tertnes IL. Nachdem Hildigunnur Einarsdóttir im Februar 2015 zum schwedischen Verein BK Heid wechselte, schloss sie sich im Sommer 2015 dem deutschen Zweitligisten Vulkan-Ladies Koblenz/Weibern an. In der Saison 2016/17 lief sie für den Bundesligisten HC Leipzig auf. Anschließend wechselte sie zum österreichischen Verein Hypo Niederösterreich. Mit Hypo Niederösterreich gewann sie 2018 die österreichische Meisterschaft. In der Saison 2018/19 lief sie für Borussia Dortmund auf. Daraufhin wechselte sie zu Bayer 04 Leverkusen. Im Sommer 2021 kehrte sie zu Valur Reykjavík zurück. Mit Valur gewann sie 2022 den isländischen Pokal, 2024 und 2025 die isländische Meisterschaft sowie 2025 den EHF European Cup. Nach der Saison 2024/25 beendete sie ihre Karriere.
Hildigunnur Einarsdóttir bestritt 106 Länderspiele für Island, in denen sie 124 Treffer erzielte. Mit der isländischen A-Nationalmannschaft nahm sie bislang nur an der Weltmeisterschaft 2023 teil und schloss das Turnier auf dem 25. Platz ab. Hildigunnur Einarsdóttir erzielte im Turnierverlauf elf Treffer.